# Nguyễn Huy Hiệu
Nguyễn Huy Hiệu (sinh năm 1947) là một sĩ quan cấp cao trong Quân đội nhân dân Việt Nam, hàm Thượng tướng. Ông nguyên là Ủy viên Thường vụ Đảng ủy Quân sự Trung ương, Thứ trưởng Bộ Quốc phòng Việt Nam (1998-2011), nguyên Phó Tổng tham mưu trưởng (1995-1998).

## Tiểu sử
Thượng tướng Nguyễn Huy Hiệu sinh năm 1947 tại xã Hải Long, huyện Hải Hậu, tỉnh Nam Định.

## Sự nghiệp
Năm 1965, ông nhập ngũ vào miền Nam chiến đấu từ năm 1965-1975, lần lượt trải qua các chức vụ tiểu đội trưởng đến Trung đoàn phó, Trung đoàn trưởng thuộc các đơn vị trung đoàn 812 và trung đoàn 27 (trung đoàn Triệu Hải). Ông đã tham gia trận thành cổ Quảng Trị năm 1972 với vị trí tiểu đoàn trưởng, trung đoàn Triệu Hải. Năm 1973, khi đang là Thiếu tá, Trung đoàn phó, ông được phong tặng danh hiệu Anh hùng Lực lượng vũ trang nhân dân
Năm 1976, ông tiếp tục theo học hết hoàn thiện chương trình cấp ba ở Lạng Sơn, học tiếng Nga để chuẩn bị đi Liên Xô (cũ) nghiên cứu. Năm 1978, ông về Hà Nội học Học viện cao cấp khóa đầu tiên (nay gọi là Học viện Quốc phòng), khi tốt nghiệp được phong hàm Thượng tá
Năm 1980, bổ nhiệm giữ chức vụ Sư đoàn trưởng Sư đoàn 390 (nguyên là Sư đoàn 320B cũ)
Năm 1987, bổ nhiệm giữ chức Phó Tư lệnh thứ nhất Quân đoàn 1
Năm 1988, bổ nhiệm giữ chức Tư lệnh Quân đoàn 1
Năm 1995, bổ nhiệm giữ chức Phó Tổng Tham mưu trưởng.
Tháng 11-1999, bổ nhiệm giữ chức Thứ trưởng Bộ Quốc phòng.
Năm 2011, ông nghỉ hưu.

## Lịch sử thụ phong quân hàm
| Năm thụ phong | 1968     | 1969      | 1971   | 1973     | 1975     | 1978      | 1982   | 1987        | 1998        | 2002         |
| ------------- | -------- | --------- | ------ | -------- | -------- | --------- | ------ | ----------- | ----------- | ------------ |
| Quân hàm      |          |           |        |          |          |           |        |             |             |              |
| Cấp bậc       | Trung úy | Thượng úy | Đại úy | Thiếu tá | Trung tá | Thượng tá | Đại tá | Thiếu tướng | Trung tướng | Thượng tướng |

## Khen thưởng
Danh hiệu Anh hùng lực lượng Vũ trang nhân dân (1973).